# Mokulele Airlines

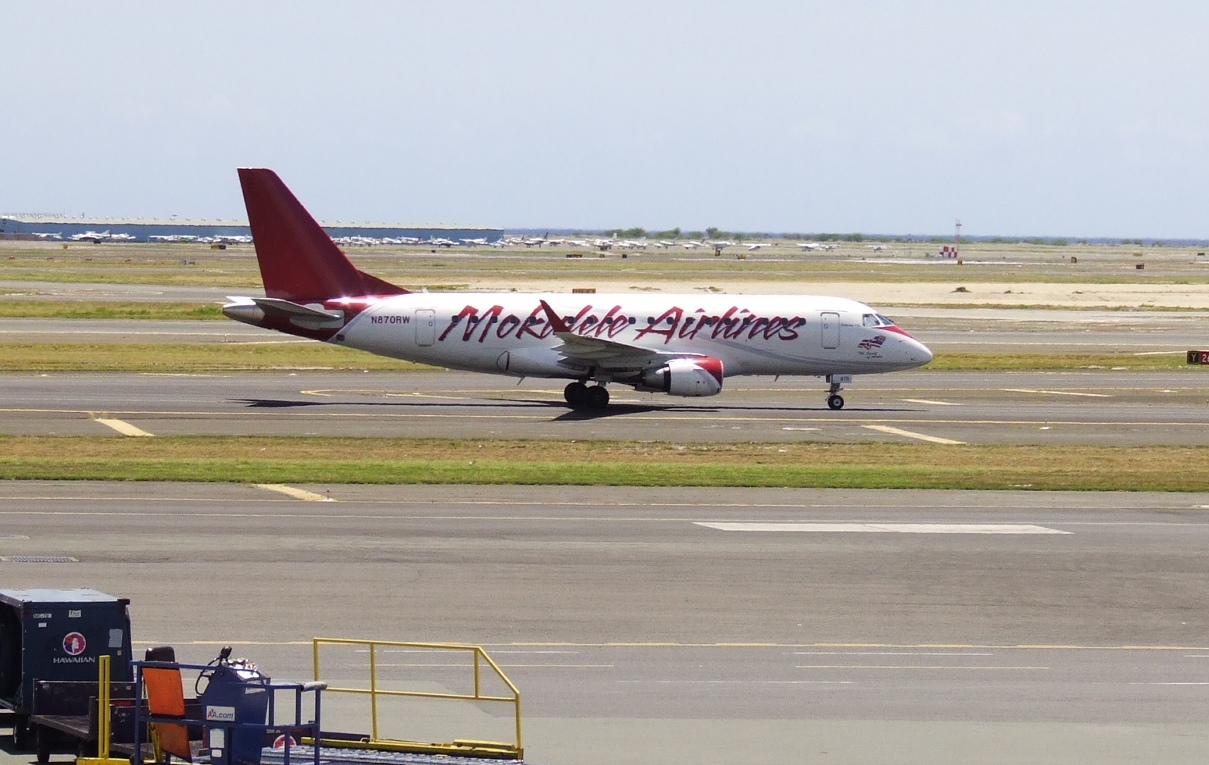
Embraer 170 авіакомпанії Shuttle America під брендом Mokulele Airlines

Mokulele Airlines — регіональна авіакомпанія Сполучених Штатів Америки зі штаб-квартирою в місті Каілуа (Гаваї), США . Авіакомпанія виконує регулярні і чартерні рейси між островами штату Гаваї, обслуговуючи в першу чергу невеликі аеропорти штату. 50% власності Mokulele Airlines належить авіаційному холдингу Republic Airways Holdings.

## Історія
Mokulele Flight Service була заснована в 1998 року Кавехі Інабою (Kawehi Inaba) і увійшла в історію, як перша авіакомпанія, створена корінною гавайською жінкою. У 2005 році авіаперевізник був придбаний компанією «Boyer Industries L.L.C.», власником якої був колишній обробник багажу (вантажник) Білл Бойєр молодший, який став потім генеральним директором авіакомпанії.
У вересні 2006 року Mokulele підписала партнерську угоду з дочірнім підприємством go! регіональної авіакомпанії США Mesa Airlines про відкриття регулярних маршрутів на літаках Cessna 208 Caravan з міст Капалуа, Молокаї і Ланаї під торговою маркою (брендом) go!Express. Виконання рейсів з Капалуа в Гонолулу, Кахулуї і Кону почалося з 17 квітня 2007 року , в Молокаї — 21 липня і в Ланаї — 06 жовтня 2007 року.
У січні 2008 року підписано партнерський договір між авіакомпаніями Mokulele і Aloha Airlines на організацію вантажних перевезень під брендом Aloha Cargo Express в Молокаї, Ланаї і Капулуа. Рейси повинні були початися в квітні 2008 року на літаках Cessna 208 Cargomaster, однак у березні того ж року Aloha Airlines оголосила себе банкрутом. Генеральний директор Білл Бойєр, тим не менш, повідомив про досягнуту домовленість з керівником Aloha Airlines Девідом Банміллером (David Banmiller) про можливість укладення контрактів на вантажні авіаперевезення безпосередньо з фірмами-замовниками послуг, тому вантажний підрозділ Mokulele Air Cargo приступив до виконання своїх зобов'язань у травні 2008 року.
У жовтні 2008 року Mokulele оголосила про підписання партнерської угоди з авіаційним холдингом Republic Airways Holdings на виконання регулярних рейсів між містами штату Гаваї дочірнім підрозділом холдингу — авіакомпанією Shuttle America. 19 листопада 2008 року почалися польоти на двох регіональних реактивних літаках Embraer 170 між Гонолулу, Ліхуе і Коною під брендом Mokulele Airlines. Партнерський договір передбачає розширення маршрутної мережі та кількості задіяних літаків протягом усього 2009 року. Результатом цієї угоди стало розірвання договору з авіакомпанією go! на використання торговельної марки go!Express з квітня 2009 року.
У грудні 2008 року керівництво Mokulele Airlines оголосило про укладення договорів з двома великими авіакомпаніями Північної Америки — Alaska Airlines і WestJet Airlines. Код-шерінгову угоду з Alaska Airlines дозволить пасажирам цієї авіакомпанії — членам програми заохочення часто літаючих пасажирів Alaska Mileage Plan використовувати зароблені бонусні бали на рейсах Mokulele Airlines починаючи з 1 січня 2009 року. Договір з канадським авіаперевізником WestJet Airlines крім поширення умов бонусної програми заохочення часто літаючих пасажирів дозволить використовувати стикувальні рейси Mokulele Airlines при польотах між містами штату Гаваї, а також організовувати туристичні авіаційні тури. Всі три авіакомпанії зобов'язалися рекламувати загальні сервісні послуги на своїх офіційних вебсайтах.
На початку 2009 року Mokulele Airlines оприлюднила операцію з продажу 50% акцій авіакомпанії холдингу Republic Airways Holdings. Генеральним директором компанії був призначений віце-президент холдингу Скотт Даргін, колишній ген.директор Білл Бойєр очолив службу з продажу та маркетингу авіакомпанії. Republic Airways Holdings також отримав повний контроль над літаками Cessna Grand Caravan, які експлуатуються в Mokulele Airlines. Кілька днів потому інший холдинг Mesa Air Group, власник авіакомпанії go!, оголосив про те, що зміна генерального директора Mokulele Airlines дозволить розірвати договірні відносини в рамках програми go!Express вже 24 березня 2009 року.

## Флот
Станом на червень 2013 року повітряний парк Mokulele Airlines складався з семи літаків:
| Типу судна                | Всього | Пасажирських місць (Перший/Економ.) | Примітки |
| ------------------------- | ------ | ----------------------------------- | -------- |
| Cessna 208B Grand Caravan | 7      | 9 (0/9)                             |          |

## Маршрутна мережа авіакомпанії

### Під торговою маркоюMokulele Express
- Гаваї
  - Гонолулу — Міжнародний аеропорт Гонолулу
  - Кахулуї — Аеропорт Кахулуї
  - Кона — Міжнародний аеропорт Кона
  - Молокаї — Аеропорт Молокаї

### Shuttle America під торговою маркоюMokulele Airlines
- Гаваї
  - Хіло — Міжнародний аеропорт Хіло[14]
  - Гонолулу — Міжнародний аеропорт Гонолулу
  - Кахулуї — Аеропорт Кахулуї
  - Кона — Міжнародний аеропорт Кона
  - Ліхуе — Аеропорт Ліхуе